# Saturnia herberti
Saturnia herberti är en fjärilsart som beskrevs av Ronnicke. 1918. Saturnia herberti ingår i släktet Saturnia och familjen påfågelsspinnare. Inga underarter finns listade.